# Universitat de Clark
La Universitat de Clark, Clark University és una universitat privada dels Estats Units i un liberal arts college. Està ubicada a Worcester, Massachusetts. Es va fundar l'any 1887. Clark actualment també fa educació per sota del graduat (undergraduates). El U.S. News & World Report classifica Clark com la 75a nacional del 2014. El 2013, Forbes classifica la Clark University en el lloc 51 en la recerca científica. És coneguda per ser el lloc on es va originar la propulsió dels coets.
Els que assisteixen a la Universitat de Clark es coneixen de forma col·loquial com els "Clarkies".
L'any 2014 tenia un pressupost de 392 milions de dolars, 3.423 alumnes.

## Afiliacions
AAC&U, NAICU, NEASC, AICUM, NEWMAC, HECCMA

## Història
El 17 de gener de 1887 l'home de negocis Jonas Gilman Clark anuncià la seva intenció de fdotar una universitat a la ciutat de Worcester. Una llei d'Incorporació va ser signat pel governadors el 31 de març del mateix any. Va obrir el 2 d'octubre de 1889, Clark va ser la primera amb totes les graduacions dels Estats Units amb departaments de matemàtica, física, química, biologia i psicologia.
G. Stanley Hall va ser nomenat el primer president de la Universitat de Clark el 1888. Albert A. Michelson, va ser el primer estatunidenc a rebre un Premi Nobel de física, en va ser professor des de 1889 a 1892.